# Sphénoïdotomie
La sphénoïdotomie est une intervention chirurgicale réalisée par un chirurgien ORL consistant à ouvrir l'orifice de drainage (l'ostium) du sinus sphénoïdal, par chirurgie nasale endoscopique.

Situation de l'os sphénoïde dans le crâne.

## Indication

### Sphénoïdite
Cette opération a pour but de traiter un foyer infectieux chronique, en assurant une meilleure ventilation et un meilleur drainage du sinus sphénoïdal, ou 

### Tumeur du sinus sphénoïde
La sphénoïdotomie peut être réalisée pour effectuer l'ablation ou le prélèvement d’une tumeur située dans le sinus sphénoïdal. 

### Voie d'abord
La sphénoïdotomie peut être réalisée pour permettre la voie d'abord à d'autre région anatomique. Elle est notamment utilisée en chirurgie endoscopique de l'hypophyse par les neurochirurgiens. On parle alors de chirurgie trans-sphénoïdale.

## Technique chirurgicale

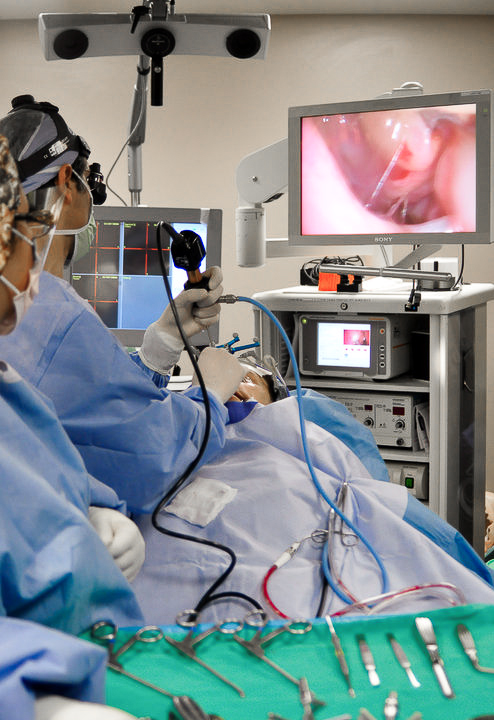
Chirurgie endonasale endoscopique.

C'est une intervention réalisée sous anesthésie générale, par voie endoscopique.
L'intervention est réalisée par les voies naturelles sous contrôle optique. Dans certains cas de déviation septale prononcée, il peut être réalisée dans le même temps une correction de la cloison nasale (septoplastie). La chirurgie du sinus sphénoïdal par voie endonasale consiste à ouvrir le sinus, pour accéder à l’intérieur de celui-ci et permettre le geste adéquat.
Trois voies d'abords existent pour réaliser une sphénoïdotomie : trans-ostiale, trans-ethmoïdale et trans-septale .

## Suites opératoires
Les suites opératoires nécessitent des soins locaux répétés sous surveillance médicale. Un méchage est parfois nécessaire.

### Complications immédiates
Des saignements de nez sont habituels, et le plus souvent bénins. Une infection est possible et nécessite un traitement médical antibiotique. L’apparition de douleurs est possible.

### Complications secondaires
La formation d'adhérences ou de brides n'est pas exceptionnelle et justifie la surveillance régulière de la cicatrisation de la muqueuse nasale. Cette intervention ne met pas à l'abri de la récidive de la pathologie initiale qui peut nécessiter une surveillance prolongée .

### Complications exceptionnelles
Au niveau des parois du sinus sphénoïdal, la proximité de l'artère carotide interne, des nerfs optiques et de la méninge est à l'origine de complications rares mais potentiellement graves. Un écoulement nasal de liquide céphalo-rachidien est une complication exceptionnelle. Il peut entrainer une méningite, de façon précoce ou retardée. L'hémorragie massive, avec risque vital, est elle aussi exceptionnelle. Elle survient en règle pendant l'intervention ou au décours immédiat. Des troubles visuels graves, sont possibles : atteinte du nerf optique avec risque de cécité .